# Тайибер, Роже
Роже Тайибер (21 января 1926, Шатр-сюр-Шер, департамент Луар и Шер — 3 октября 2019) — французский архитектор.

## Биография
Тайибер работает, прежде всего, в области строительства объектов спортивной инфраструктуры. В 1963 году он основал собственное архитектурное бюро в Париже. Он особенно известен своей реконструкцией стадиона Парк де Пренс в Париже и строительством Олимпийского стадиона в Монреале.
В 1976 году он получил Национальную премию по архитектуре, кроме того, ему был вручен Орден Почётного легиона, а также Орден «За заслуги» от французского правительства.

## Сооружения
- Спортивные сооружения в Шамони (спортивный центр Рихарда Бозона), Франция
- 1969-72: стадион Парк де Пренс, Париж
- 1973-76: Олимпийский стадион, Монреаль
- Олимпийские велодромы в олимпийском парке, Монреаль
- Олимпийский бассейн в олимпийском парке, Монреаль
- Олимпийская деревня, Монреаль, 2 пирамидальных жилых строения
- Стадион Лилль-Метрополь, Вильнёв-д’Аск
- Спортивные центры на Кирхберг-плато, Люксембург
- Aspire Academy for Sports Excellence, Катар
- Конгресс-центр, Абу-Даби

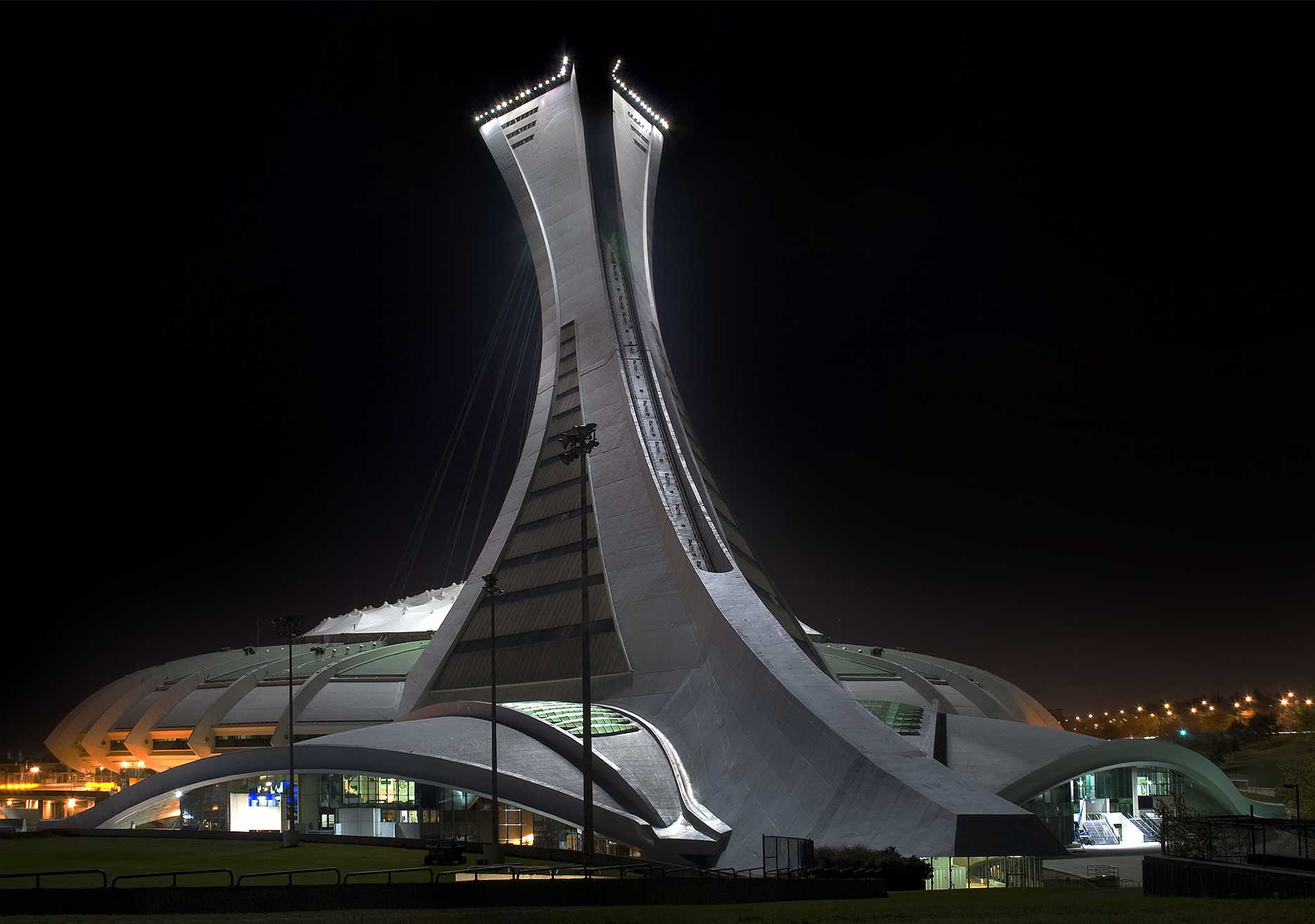
Олимпийский стадион в Монреале
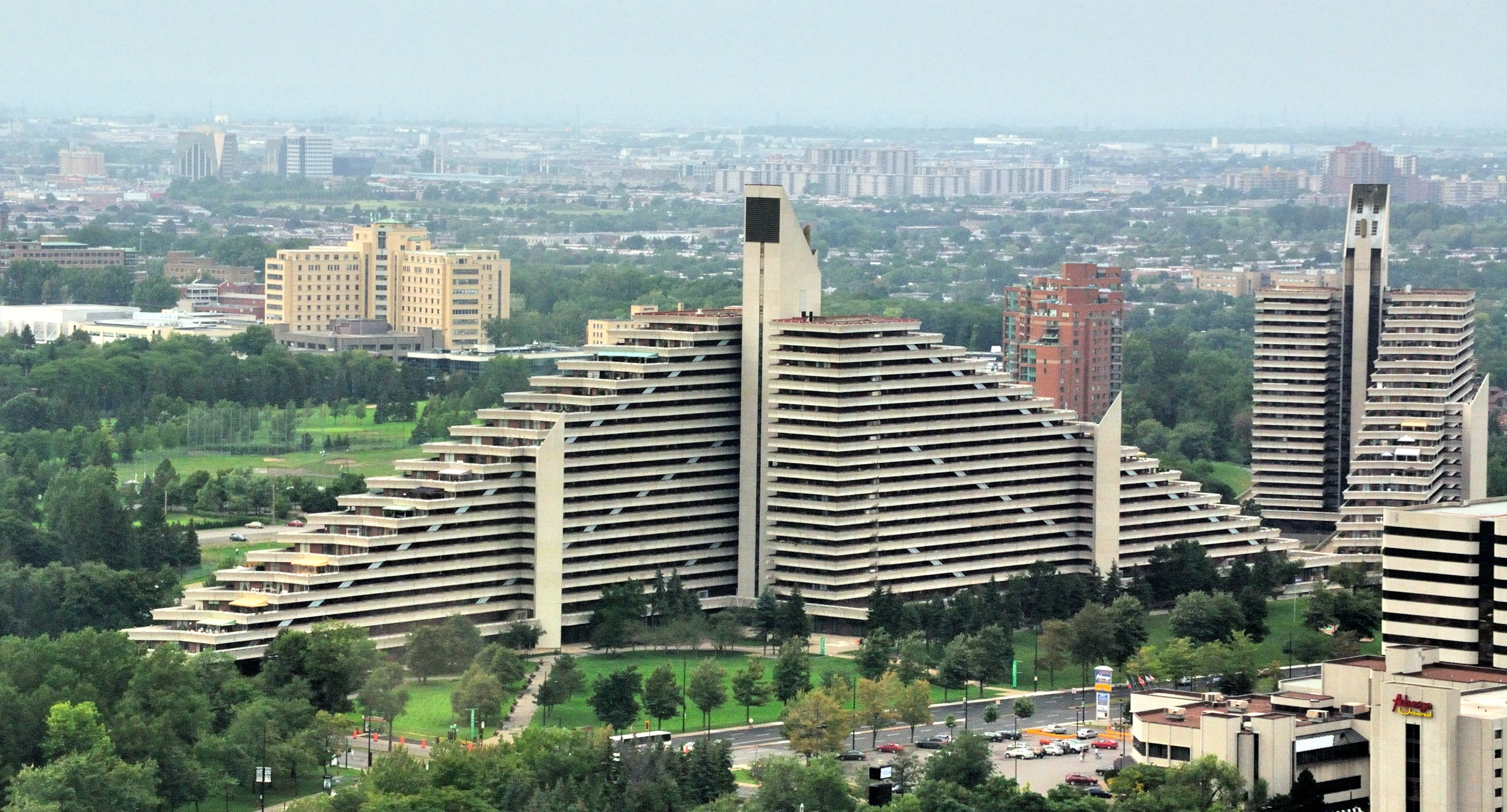
Олимпийская деревня в Монреале
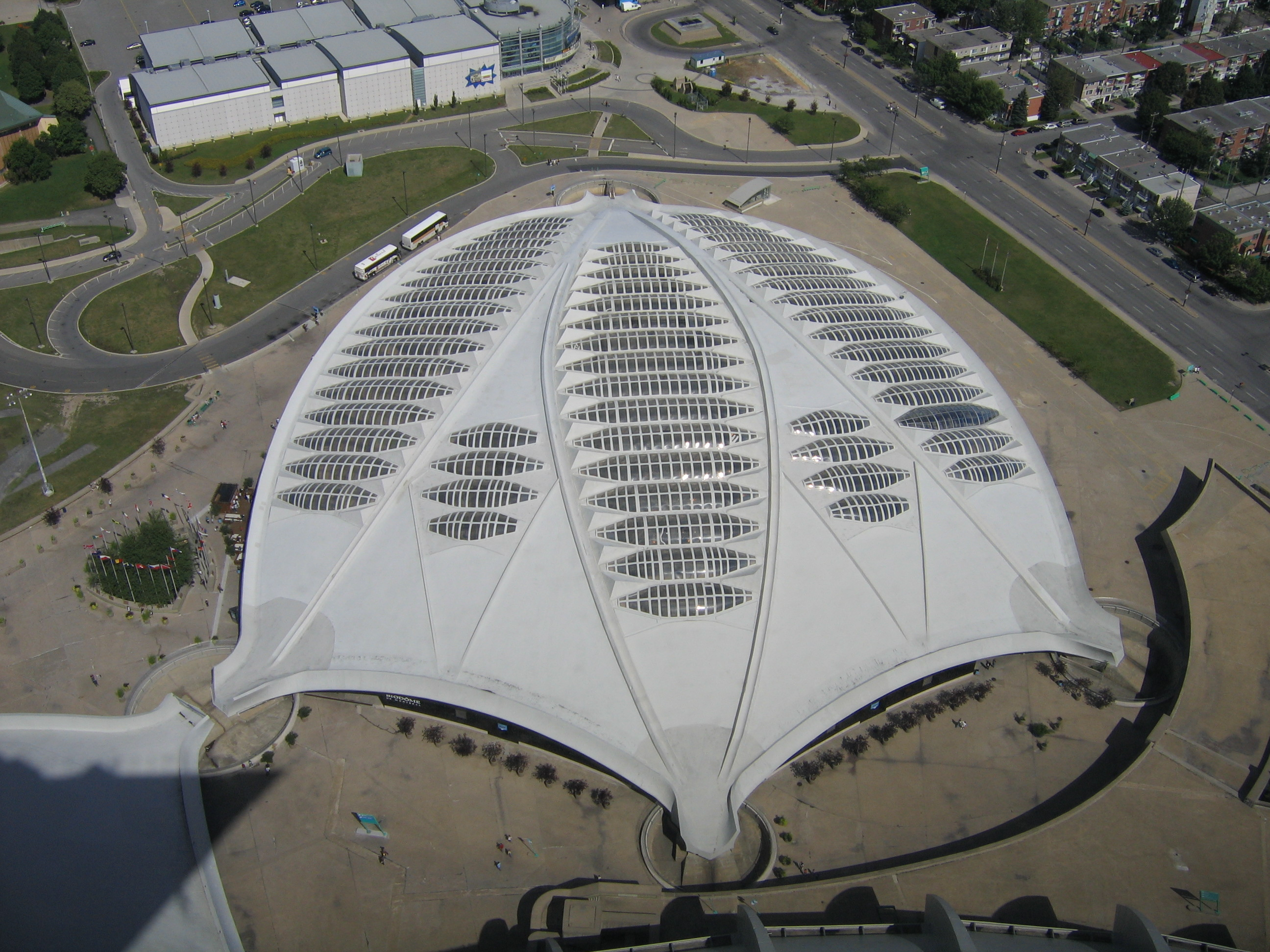
Велодром, Монреаль (1976)